# Theretra buruensis
Theretra buruensis är en fjärilsart som beskrevs av Rothschild 1899. Theretra buruensis ingår i släktet Theretra och familjen svärmare. Inga underarter finns listade i Catalogue of Life.